# Schmorl & von Seefeld

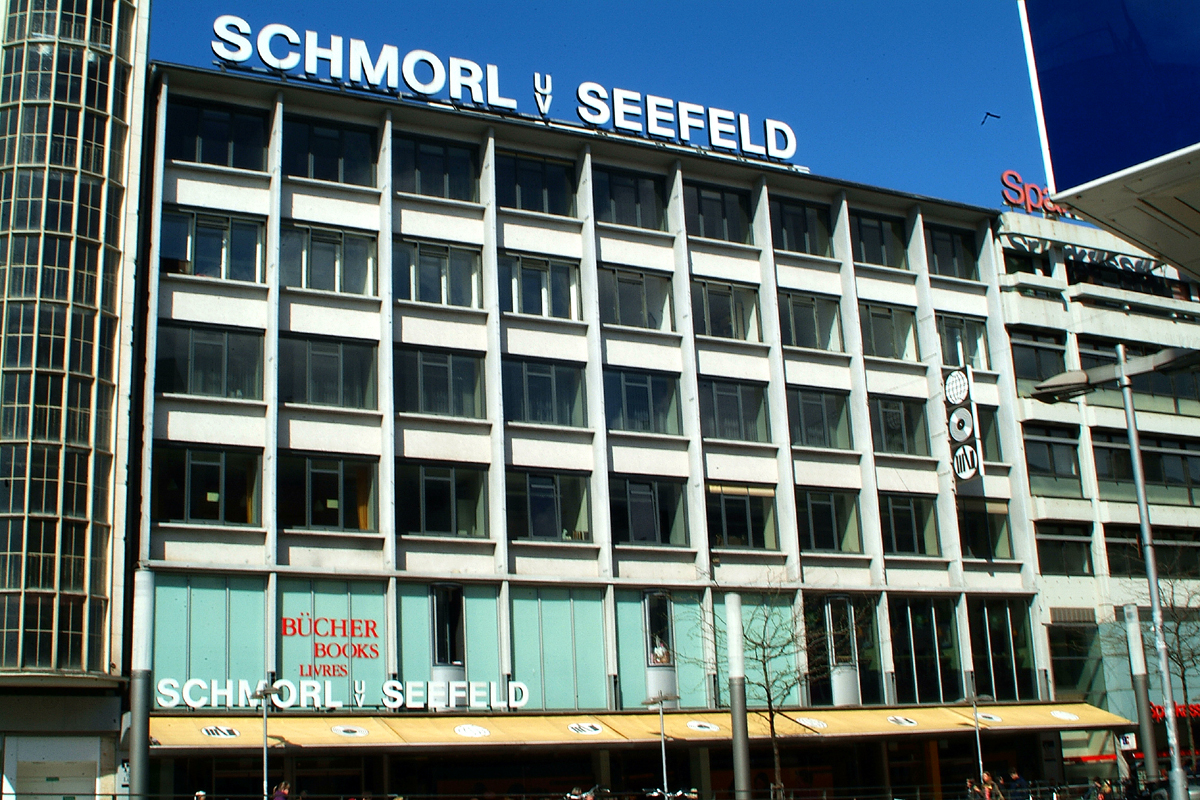
Schmorl und von Seefeld, Hannover Bahnhofstraße

Schmorl & von Seefeld war eine Buchhandlung in der Bahnhofstraße in der Innenstadt von Hannover.

## Geschichte

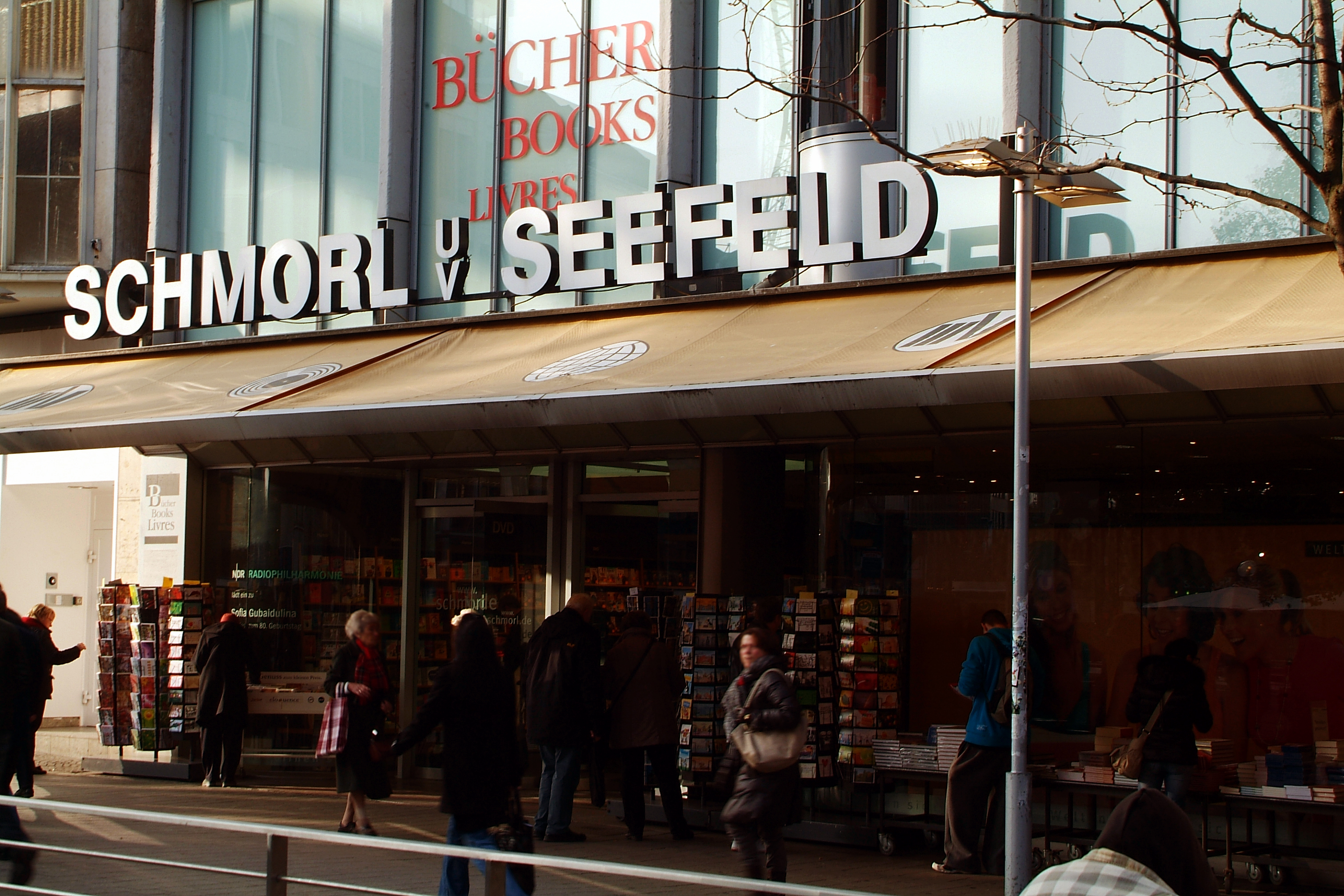
Schriftzug über dem Erdgeschoss in der Bahnhofstraße

Die Buchhandlung wurde im Jahr 1852 von den gelernten Buchhändlern Ernst Victor Schmorl und Alfred von Seefeld in der Bahnhofstraße von Hannover gegründet. Eine zweite Filiale bestand 2008 bis 2014 in der nahegelegenen Ernst-August-Galerie seit deren Eröffnung. Von November 1999 bis Juli 2014 existierte zudem in Göttingen eine dritte Filiale. Eine weitere Filiale war in Osnabrück im ehemaligen Hertie-Kaufhaus am Neumarkt von 1999 bis zum 15. September 2000. Schmorl und von Seefeld war die größte und bekannteste Buchhandlung Hannovers, die bekannteste neben der langen Firmentradition vor allem aufgrund der zentralen Lage zwischen Kröpcke und Hauptbahnhof.
Das Logo bestand aus drei schwarz-weißen Signets, die Bücher, Schallplatten und Landkarten symbolisierten und der Firmenname mit den untereinandergeschriebenen Kleinbuchstaben „uv“ in der Mitte. Sie waren in Form von Plastiktüten und Werbebeilagen in Zeitungen in der Stadt über viele Jahrzehnte allgegenwärtig. Im Volksmund wurde die Buchhandlung oft kurz „Schmorl“ genannt.

## Schließung

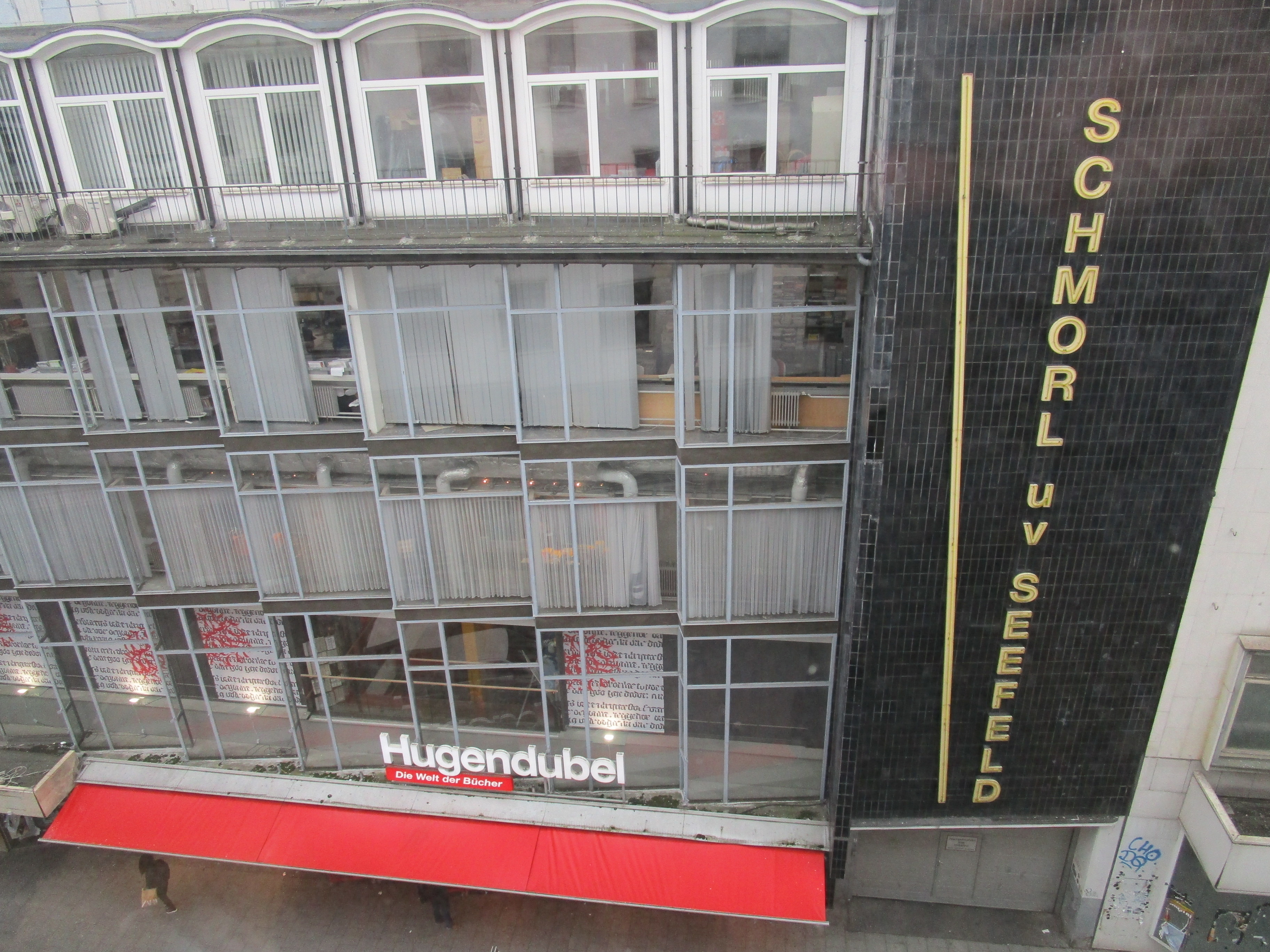
Erhaltener Schriftzug in der Großen Packhofstraße

Die im Jahr 2005 insolvente Buchhandlung wurde im selben Jahr von der Buchhandelskette Hugendubel übernommen, im Jahr 2012 wurde schließlich auch der Name der beiden Ladengeschäfte in Hugendubel geändert. Im Jahr 2014 wurde die Filiale in der Ernst-August-Galerie geschlossen. In der Bahnhofstraße befindet sich weiterhin eine Hugendubel-Buchhandlung im ehemaligen Haus von Schmorl und von Seefeld.